# Эли I (граф Мэна)
Эли I де Ла Флеш или де Божанси (фр. Élie или Hélie; ум. 11 июля 1110) — граф Мэна с 1093 года. Сын Жана де Божанси, сеньора де Ла Флеш и Паулы, дочери Герберта I, графа Мэна.

## Биография
В 1093 году он купил у своего двоюродного брата Гуго V (граф Мэна) графство Мэн и при поддержке графа Анжу продолжил борьбу против герцога Нормандии Роберта. После того как Роберт отправился в Первый крестовый поход, Нормандия оказалась под управлением его брата Вильгельма, который помирился с Эли.
После смерти Эли Мэн унаследовал Фульк V, граф Анжу, женившийся на его дочери и объединивший Анжу и Мэн.

## Браки и дети
- 1-я жена: Матильда (ок. 1055 — ок. 1099), дама де Шато дю Луар, дочь Жерве, сеньора де Шато дю Луар
  - Эрембурга де ла Флеш (ок. 1096—1126), графиня Мэна с 1110 года; муж: с 1110 года Фульк V (1092 — 10 ноября 1143/13 ноября 1144), граф Анжу и Тура 1109—1129, граф Мэна 1110—1129, король Иерусалима с 1131
- 2-я жена: с ок. 1109 года Агнесса Аквитанская, дочь Гильома VIII, герцога Аквитании